# Paola Minaccioni
Paola Minaccioni (Roma, 25 settembre 1971) è un'attrice, comica e conduttrice radiofonica italiana.

## Biografia
Figlia di Roberto Minaccioni, massaggiatore dell'Associazione Sportiva Roma per quasi quarant'anni, ha seguito una formazione di drammaturgia classica: per alcuni anni ha fatto parte del laboratorio di Serena Dandini e ha frequentato anche il Centro sperimentale di cinematografia. Televisione, cinema, teatro e cabaret sono così al contempo i suoi diversi luoghi di espressione.
Nel 2012 viene candidata sia al Nastro d'argento che ai Ciak d'oro come migliore attrice non protagonista, vincendo un Globo d'oro nella stessa categoria, per il film Magnifica presenza di Ferzan Özpetek. Due anni dopo recita in un altro film di Özpetek, Allacciate le cinture, grazie al quale ottiene il Nastro d'argento come migliore attrice non protagonista e la nomination al David di Donatello nella stessa categoria.

## Filmografia

### Attrice

#### Cinema
- Le donne non vogliono più, regia di Pino Quartullo (1993)
- Al cuore si comanda, regia di Giovanni Morricone (2003)
- Cuore sacro, regia di Ferzan Özpetek (2005)
- Fascisti su Marte, regia di Corrado Guzzanti e Igor Skofic (2006)
- Notte prima degli esami - oggi, regia di Fausto Brizzi (2007)
- L'uomo giusto, regia di Toni Trupia (2007)
- Cemento armato, regia di Marco Martani (2007)
- Un'estate al mare, regia di Carlo Vanzina (2008)
- No problem, regia di Vincenzo Salemme (2008)
- Ex, regia di Fausto Brizzi (2009)
- Mine vaganti di Ferzan Özpetek (2010)
- Faccio un salto all'Avana, regia di Dario Baldi (2011)
- Baciato dalla fortuna, regia di Paolo Costella (2011)
- Matrimonio a Parigi, regia di Claudio Risi (2011)
- Viva l'Italia, regia di Massimiliano Bruno (2012)
- Magnifica presenza, regia di Ferzan Özpetek (2012)
- Reality, regia di Matteo Garrone (2012)
- All'ultima spiaggia, regia di Gianluca Ansanelli (2012)
- Pazze di me, regia di Fausto Brizzi (2013)
- Universitari - Molto più che amici, regia di Federico Moccia (2013)
- Allacciate le cinture, regia di Ferzan Özpetek (2014)
- Un matrimonio da favola, regia di Carlo Vanzina (2014)
- Confusi e felici, regia di Massimiliano Bruno (2014)
- Un Natale stupefacente, regia di Volfango De Biasi (2014)
- Pecore in erba, regia di Alberto Caviglia (2015)
- Torno indietro e cambio vita, regia di Carlo Vanzina (2015)
- Miami Beach, regia di Carlo Vanzina (2016)
- Noi due (e gli altri), regia di Emanuele Scaringi e Alessio De Leonardis (2017)
- Benedetta follia, regia di Carlo Verdone (2018)
- Tutta un'altra vita, regia di Alessandro Pondi (2018)
- Natale a 5 stelle, regia di Marco Risi (2018)
- Ma cosa ci dice il cervello, regia di Riccardo Milani (2019)
- Burraco fatale, regia di Giuliana Gamba (2020)
- Lockdown all'italiana, regia di Enrico Vanzina (2020)
- In vacanza su Marte, regia di Neri Parenti (2020)
- Genitori vs influencer, regia di Michela Andreozzi (2021)
- Alice non lo sa, regia di Diego Amodio (2021)
- School of Mafia, regia di Alessandro Pondi (2021)
- Un matrimonio mostruoso, regia di Volfango De Biasi (2023)
- Una commedia pericolosa, regia di Alessandro Pondi (2023)
- La guerra del Tiburtino III, regia di Luca Gualano (2023)
- Diamanti, regia di Ferzan Özpetek (2024)

#### Televisione
- La forza dell'amore, regia di Vincenzo Verdecchi – miniserie TV (1998)
- Linda e il brigadiere – serie TV, episodio 3x01 (2000)
- Le ragioni del cuore, regia di Luca Manfredi, Anna Di Francisca, Alberto Simone – miniserie TV (2002)
- Distretto di Polizia – serie TV, episodio 5x16 (2005)
- Un medico in famiglia – serie TV (2007-2011)
- Un amore di strega, regia di Angelo Longoni – film TV (2009)
- Notte prima degli esami '82, regia di Elisabetta Marchetti – miniserie TV (2011)
- Camera Café – sitcom, episodio 5x87 (2012)
- Una pallottola nel cuore – serie TV (2014-2018)
- In arte Nino, regia di Luca Manfredi – film TV (2017)
- La bambina che non voleva cantare, regia di Costanza Quatriglio – film TV (2021)
- Digitare il codice segreto, regia di Fabrizio Costa – film TV - ciclo "Purché finisca bene" (2021)
- Le fate ignoranti, regia di Ferzan Özpetek – serie TV (2022)
- A muso duro - Campioni di vita, regia di Marco Pontecorvo – film TV (2022)
- Vincenzo Malinconico, avvocato d'insuccesso 2 – serie TV (2024)

#### Cortometraggi
- Il fidanzamento di mia madre, regia di Gaia Gorrini (2011)

### Sceneggiatrice

#### Cinema
- Lockdown all'italiana, regia di Enrico Vanzina (2020)

#### Cortometraggi
- Moto perpetuo, regia di Pasquale Petrolo (2006)

## Teatro

### Attrice
- A coloro che verranno, da testi di Karl Valentin e Bertolt Brecht, regia di Patrick Rossi Gastaldi (1991)
- Pieces - Rassegna di drammaturgia contemporanea, scritto e diretto da Antonio Calenda (1992)
- La crisi del teatro risolta da me di Achille Campanile, regia di Attilio Corsini (1993)
- La confessione, scritto e diretto da Walter Manfrè (1993-1994)
- Una voglia matta, scritto e diretto da Attilio Corsini (1993)
- Menzogne della mente di Sam Shepard, adattamento e regia di Alessandro Perfetti, con Federica Cifola e Filippo Nigro (1994)
- Festival nazionale dei nuovi tragici, scritto e diretto da Pietro De Silva (1994-1997)
- Il giardino dei ciliegi di Anton Čechov, adattamento, regia e con Attilio Corsini (1995)
- Forbici follia di Paul Portner, adattamento e regia di Gianni Williams, con Malandrino e Veronica, Emanuela Grimalda, Gianni Williams, Stefano Sarcinelli e Tita Ruggeri (1996-1997)
- L'impero dei sensi di colpa, scritto e diretto da Duccio Camerini (1997)
- Tre sorelle di Anton Čechov, adattamento e regia di Duccio Camerini (1999-2000)
- Il mistero dell'assassino misterioso, scritto da Claudio Gregori (Greg), Pasquale Petrolo (Lillo) e diretto in collaborazione con Francesca Zanni, con Lillo & Greg (2000-2002)
- Sovrappeso insignificante informe di Werner Schwab, adattamento e regia del Collettivo Sch (2000)
- Leonce e Lena di Georg Büchner, adattamento e regia di Valeria Talenti (2000)
- Tribù, scritto e diretto da Duccio Camerini (2000)
- Dove ho messo i denti? di Paola Minaccioni e Rosa Mascopinto, regia di Valeria Talente (2001/2002)
- Aria nova di Pierpaolo Palladino, regia di Bruno Maccallini (2001)
- La tattica del gatto di Giovanni Clementi, regia di Valeria Talenti (2003-2004)
- Bambole, scritto e interpretato da Paola Minaccioni e Federica Cifola, regia di Marco Terenzi (2004-2005)
- Non raccontateci favole di Paola Minaccioni, Caterina Guzzanti e Andrea Zalone, regia di Valeria Talente, con Caterina Guzzanti (2005-2007)
- The Prozac Family, scritto e diretto da Marco Costa, con Eros Galbiati e Alessandra Mastronardi (2007-2011)
- Ciao Birichinni, scritto da Paola Minaccioni, Federica Cifola e Marco Terenzi e diretto da Paola Minaccioni, con Federica Cifola (2007)
- Che motivo c'è di Marcello Teodonio e Paola Minaccioni, regia di Valeria Talenti (2007-2008)
- L'importante è vincere senza partecipare, regia di Pasquale Petrolo, con Lillo & Greg (2009-2011)
- Infinite o sfinite? Miracoli delle donne di oggi, scritto e interpretato con Emanuela Grimalda, regia di Michael Margotta (2010-2011)
- Che bell'Ikea, scritto e diretto da Giovanni Clementi (2011-2012)
- La ragazza con la valigia, scritto e diretto da Paola Minaccioni (dal 2014)
- Dal vivo sono molto meglio di Paola Minaccioni e Michele Santeramo, regia di Paola Rota (dal 2017)
- A testa in giù di Florian Zeller, adattamento e regia di Gioele Dix, con Emilio Solfrizzi (2018-2019)
- Mine vaganti di Ferzan Özpetek, regia di Marco Balsamo (2020-2024)
- L'attesa di Remo Binosi, regia di Michela Cescon, con Anna Foglietta (2021-2023)
- Stupida Show!, scritto da Gabriele Di Luca, regia di Gabriele Di Luca e Massimiliano Setti (2023-2024)
- Elena la matta, regia di Giancarlo Nicoletti (2025)

### Autrice
- Dove ho messo i denti?, scritto con Rosa Mascopinto (2001)
- Bambole, scritto con Federica Cifola (2004)
- Non raccontateci favole, scritto con Caterina Guzzanti e Andrea Zalone (2005)
- Ciao Birichinni, scritto con Federica Cifola e Marco Terenzi (2007)
- Che motivo c'è, scritto con Marcello Teodonio (2007)
- Infinite o sfinite? Miracoli delle donne di oggi, scritto con Emanuela Grimalda (2010)
- La ragazza con la valigia (2015)
- Dal vivo sono molto meglio, scritto con Michele Santeramo (2017)

### Regista
- Ciao Birichinni di Paola Minaccioni, Federica Cifola e Marco Terenzi (2007)
- La ragazza con la valigia di Paola Minaccioni (dal 2015)

## Programmi TV
- Avanti un altro (Canale 5, 1994)
- Telenauta '69 (Italia 1, 2001)
- Mmmhh! (Rai 2, 2002)
- Due sul divano (LA7, 2002)
- Bulldozer (Rai 2, 2003-2005)
- Visitors (Italia 1, 2003)
- Assolo (LA7, 2003)
- B. R. A. - Braccia Rubate all'Agricoltura (Rai 3, 2003-2004)
- La settima dimensione (LA7, 2005)
- Takeshi's Castle (GXT, 2005-2006)
- Mai dire martedì (Italia 1, 2007)
- The Show Must Go Off (LA7, 2012)
- NeriPoppins (Rai 3, 2013)
- Be Happy (Rai 3, 2018)
- Viva RaiPlay! (RaiPlay, 2019)
- Una serata con me (Loft, 2021)

## Radio
- Ottovolante (Rai Radio 2, 1998-2000)
- Ottovolante Live Show (Rai Radio 2, 2000)
- Donna Domenica (Rai Radio 2, 2000-2003)
- 610 (sei uno zero) (Rai Radio 2, 2005-2013)
- Chiuse per ferie (Rai Radio 2, 2006)
- Venite già mangiati (RTL 102.5, 2007)
- Le due di notte (Rai Radio 2, 2010)
- Radio 2 Social Club (Rai Radio 2, 2010-2013)
- Il Ruggito del Coniglio (Rai Radio 2, dal 2013)

## Riconoscimenti
- David di Donatello
  - 2014 – Candidatura come migliore attrice non protagonista per Allacciate le cinture
- Nastro d'argento
  - 2012 – Candidatura come migliore attrice non protagonista per Magnifica presenza
  - 2014 – Migliore attrice non protagonista per Allacciate le cinture
  - 2019 – Candidatura come migliore attrice in un film commedia per Ma cosa ci dice il cervello (condiviso con Carla Signoris)
- Globi d'oro
  - 2012 – Migliore attrice non protagonista per Magnifica presenza
- Ciak d'oro
  - 2012 – Candidatura come migliore attrice non protagonista per Magnifica presenza
  - 2014 – Candidatura come migliore attrice non protagonista per Allacciate le cinture